# 劉壽祥
劉壽祥（1958年4月—2020年2月13日），湖北武漢人，中華人民共和國水彩畫家，湖北美術學院教授，中国民主同盟盟员。其作品多次獲獎，並被多家美術館收藏。

## 生平
1981年畢業於湖北藝術學院（後美術部分獨立為湖北美術學院）美術系師範專業，留校任教，並任美术教育系主任。1987年，他在湖北美術學院師範系創辦水彩畫专业，2009年設水彩畫系並任系主任，是第一個在中國美術院校中設立水彩畫系的人。2018年退休。同年湖北大学聘请劉为特聘教授。
2020年1月17日，劉壽祥前往珠海參展，當時還與他人提及2019冠狀病毒病，但他返回湖北後，於2月13日凌晨5時，劉壽祥因2019冠狀病毒病在武漢金銀潭醫院病逝，享年62歲。其女兒、女婿同樣感染病毒住院。